# Netelia baibarensis
Netelia baibarensis là một loài tò vò trong họ Ichneumonidae.